# 同訓異字
同訓異字（どうくんいじ）は、異なる漢字だが、同じ訓を有するものの組み合わせ。異字同訓（いじどうくん）とも言う。

## 概要
同訓異字となる漢字の組み合わせには次の3つの場合がある。
1. 字義がほぼ同じで、同様の使い方ができる漢字
2. 字義が類似しているが、違いがあり、書き分けられる漢字
3. 字義がまるで異なるが、たまたま訓では同じ読みをする漢字

このうち、2. の場合は、正書法で使い分けが求められる場合があり、字義が似ているだけに日常生活においても混乱することが多い（例：整えると調える、収めると納めるなど）。1. についても書き手の印象などから使い分ける場合があり、2. との境界は曖昧である。これらの書き分けは、時代によって基準が異なる。例えば、常用漢字表の表外漢字・表外訓となっている場合は、代表的な訓読文字で代用する場合がある（例：貴い・崇い→高い、賎い・卑い→低い、惧れる・畏れる→恐れる）が、これらの漢字も中国語では意味が異なり、本来は日本語としても書き分けられていた字が多い。

### 同じ読みでも同訓異字ではない例
- 音便の関係などによって、活用形で同じ訓読となるが、終止形が異なる場合

例：いって→行って（←いく）、言って（←いう）
- 助動詞と複合した場合

例：かける→○欠ける・○賭ける・×書ける（書く+える）
- 品詞が異なる

例：釣る・鶴

　ただし、鶴と弦や蔓、釣ると吊るなどは同じ品詞なので同訓異字である。

　また、送り仮名が異なる場合でも同じ品詞なら、これは同訓異字に含める
例：分かる・解る・判る
なお、音読が同じとなる漢字の組は同音異字と呼ぶ。その中で熟語を構成するものは同音異義語と呼ぶ。

## 審議会等による「異字同訓」使い分け例示
1972年6月、国語審議会漢字部会より『「異字同訓」の漢字の用法』用法例が公表された。
2010年6月、文化審議会国語分科会により『「異字同訓」の漢字用法例（追加字種・追加音訓関連）』（改訂常用漢字表に伴う）より異字同訓漢字の用法例が公表された。
2014年2月、文化審議会国語分科会が『「異字同訓」の漢字の使い分け例』が公表された。

## 同訓異字の例

### 名詞の例
- あと：後・后・痕・跡・址
- さき：先・前
- うた：歌
- こと：事・言；（楽器）琴・筝；（差異、とりわけ）異・殊・特
- そら：空・天
- つち：土・地・壌・槌・鎚・錘
- ちから：力・権
- つね：常・恒・平・経
- なみ：（水面のなみ）波・浪・涛；（普通）並・平
- なみだ：涙・泪・涕
- のり：（貼り付ける材料）糊；（おきて、ものさし）規・則・法・度
- むら：村・邑

### 動詞の例（慣用的なものは除く）
- あう：合う・会う・逢う・遭う・遇う
- あける：開ける・空ける・明ける
- あらわれる：現れる・表れる・顕れる・露れる
- かくれる：隠れる・匿れる・潜れる
- いきる：生きる・活きる・存きる
- しぬ：死ぬ・歿ぬ・滅ぬ・亡ぬ
- いたる：至る・到る・達る
- いれる：入れる・容れる・淹れる
- うつ：打つ・撃つ・討つ・伐つ・攴つ・撲つ
- うつす：写す・映す・移す・遷す・撮す
- うやまう：敬う・尊う
- さげすむ：蔑む・鄙む
- うむ：生む・産む・膿む・倦む・熟む・績む
- おおう：覆う・掩う・蔽う・被う・蓋う
- おかす：犯す・侵す・冒す
- おごる：奢る・侈る・驕る・傲る・慢る・僭る
- おさめる：治める・主める・統める・経める・収める・納める・修める
- おそれる：恐れる・怖れる・畏れる・惧れる
- おどす：脅す・威す・嚇す
- おる：折る・居る・織る
- おわる：終わる・了わる
- かく：書く・描く・画く・欠く・闕く・掻く・舁く
- かわる：変わる・代わる・替わる・換わる・更わる・迭わる
- きく：聞く・聴く・訊く・利く・効く
- きる：着る・切る・斬る・伐る・截る・剪る・馘る・鑽る
- こたえる：答える・応える・堪える
- さがす：探す・捜す
- さす：刺す・指す・差す・挿す・射す・注す・点す・螫す
- さめる：冷める・覚める・醒める・褪める
- したがう：従う・順う・随う・遵う
- しみる：染みる・沁みる・凍みる・滲みる・浸みる・泌みる
- すく：好く・空く・透く・隙く・漉く・抄く・鋤く・梳く・剥く
- すぐれる：優れる・秀れる・卓れる・英れる・傑れる・偉れる・俊れる
- すすめる：進める・薦める・勧める・奨める
- そこなう：損なう・害なう・残なう
- そむく：背く・反く
- たつ：立つ・建つ・断つ・絶つ・裁つ・截つ・起つ・経つ・発つ・顕つ・佇つ・勃つ
- つく：付く・附く・吐く・着く・突く・衝く・撞く・就く・即く・憑く・漬く・浸く・点く・搗く・舂く・蹤く・跟く
- つくる：作る・造る・創る
- つる：釣る・吊る・痙る・攣る
- とく：解く・説く・溶く・融く・梳く・熔く・鎔く
- とる：取る・採る・捕る・執る・摂る・撮る・録る・獲る・穫る・盗る
- なおる：直る・治る
- なく：泣く・鳴く・啼く
- ならぶ：並ぶ・列ぶ・伍ぶ
- ねる：練る・煉る・錬る・寝る
- のこる：残る・遺る
- のばす：伸ばす・延ばす・展ばす
- のる：乗る・載る
- はかる：図る・計る・測る・量る・諮る・謀る
- ひく：引く・弾く・牽く・惹く・轢く・碾く・退く・挽く・曳く・抽く
- ひらく：開く・拓く・啓く・披く・展く
- ひろめる：広める・弘める・布める
- ふく：吹く・噴く・拭く・葺く
- ふむ：踏む・践む・履む
- みたす：満たす・充たす
- みる：見る・観る・看る・視る・覧る・診る
- もどる：戻る・復る・還る
- ゆく：行く・往く・逝く・之く
- よる：寄る・因る・拠る・依る・由る・縁る・選る・撚る・縒る・倚る・凭る・頼る
- よろこぶ：喜ぶ・悦ぶ・歓ぶ・慶ぶ
- わかる：分かる・判る・解る

### 形容詞の例
- あつい：熱い・暑い・厚い・篤い
- あぶない：危ない・殆ない
- おおい：多い・衆い
- すくない：少ない・寡ない・戔ない
- おおきい：大きい・巨きい
- ちいさい：小さい・微さい・矮さい
- かたい：（固まっている）固い・堅い・硬い・剛い；（むずかしい）難い
- きよい：清い・浄い・潔い・澄い・純い・聖い・廉い
- きたない：汚い・濁い・穢い
- こい：濃い・密い
- うすい：薄い・淡い
- こわい：怖い・恐い・強い
- たかい：高い・上い・貴い・崇い・尊い・尚い・尭い
- ひくい：低い・下い・賎い・卑い・矮い
- つよい：強い・豪い・毅い・剛い・勁い
- よわい：弱い・懦い
- はやい：早い・速い・快い・迅い・疾い・捷い
- おそい：晩い・遅い・慢い・徐い
- ひとしい：等しい・均しい・斉しい・同しい
- ひろい：広い・博い・洋い・汎い・寛い・宏い・弘い・曠い・浩い・豁い
- せまい：狭い・陋い・隘い・窄い
- むごい：酷い・惨い・厳い・峻い・残い
- やさしい：（たやすい）易しい；（寛大）優しい・寛しい
- やわらかい：柔らかい・軟らかい
- やすい：（経費が少ない）安い・廉い；（たやすい）易い
- よい：良い・吉い・好い・善い・美い・義い
- わるい：悪い・凶い・壊い・歹い・邪い・奸い・惡い

### 形容動詞の例
- おだやか：穏やか・平やか
- やすらか：安らか・泰らか・康らか・靖らか・寧らか
- ゆたか：豊か・富か・裕か・穣か

### 副詞の例
- まったく：全く、完く
- みだりに：妄りに、濫りに
- わずか：僅か、微か、些か、纔か